# طاوشية باريشية
طاوشية باريشية (الاسم العلمي:Tauschia parishii) هي نوع من النباتات يتبع جنس الطاوشية من الفصيلة الخيمية.